# パペーテ砲撃
パペーテ砲撃（パペーテほうげき）は、第一次世界大戦初頭の1914年9月22日に、ドイツ帝国海軍のドイツ東洋艦隊艦艇によるフランス領ポリネシアのパペーテに対して行われた艦砲射撃。ドイツのシャルンホルスト級装甲巡洋艦「シャルンホルスト」と「グナイゼナウ」がフランス領タヒチ島の首都パペーテの港に侵入し、フランスの砲艦「ゼレー（Zélée）」とフランスに拿捕されたドイツ貨物船「ヴァルキューレ（Walkure）」を沈め、それから町の防衛施設を砲撃した。陸上の砲台や砲艦が抵抗したが、多勢に無勢でひどく打ち負かされた。ドイツ軍の主な目的は、島に蓄えられていた石炭の山を手に入れることであったが、それは戦闘開始時にフランス側によって火をつけられ炎上されて接収出来なかった。
ドイツ装甲巡洋艦はほぼ無傷であったが、フランス側は砲艦を失った。また、パペーテの建物が幾つか破壊され、町の経済はひどく打撃を受けた。この戦闘の戦略的重要性は、ドイツ装甲巡洋艦の位置がイギリス側に知れたことにある。それによりコロネル沖海戦が発生し、そこでドイツ東洋艦隊はイギリス艦隊を破った。また、パペーテでシャルンホルストとグナイゼナウが弾薬を消費したことが、フォークランド沖海戦でのドイツ東洋艦隊壊滅の一因となっている。

## 背景

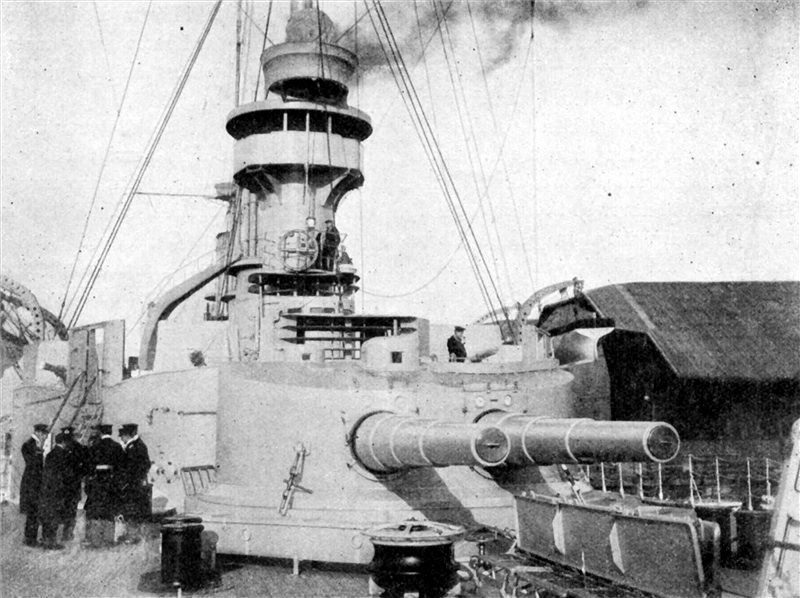
ドイツ海軍の装甲巡洋艦シャルンホルストの甲板と主砲

ポナペ島滞在中（7月16日から8月6日）に、東洋艦隊司令官マクシミリアン・フォン・シュペーのもとに戦争の報せが届いた。シュペーはパガン島に艦隊を集結させ、それから装甲巡洋艦「シャルンホルスト」「グナイゼナウ」、防護巡洋艦ケーニヒスベルク級「ニュルンベルク」、仮装巡洋艦「ティターニア（Titania）」と数隻の石炭船を率いて太平洋へ出航した。ニュルンベルクとティターニアは情報収集のためハワイへ派遣され、またファニング島の海底ケーブルの中継施設を攻撃した。オーストラリア軍とニュージーランド軍がドイツ領サモアを占領したことを知ると、シュペーはシャルンホルストとグナイゼナウを率いてそこへ向かった。だが、アピアのサモア遠征軍を捕捉することは出来ず、パガン島を出発して以降戦闘がなかったため装甲巡洋艦の乗組員は敵との戦闘を望むようになった。

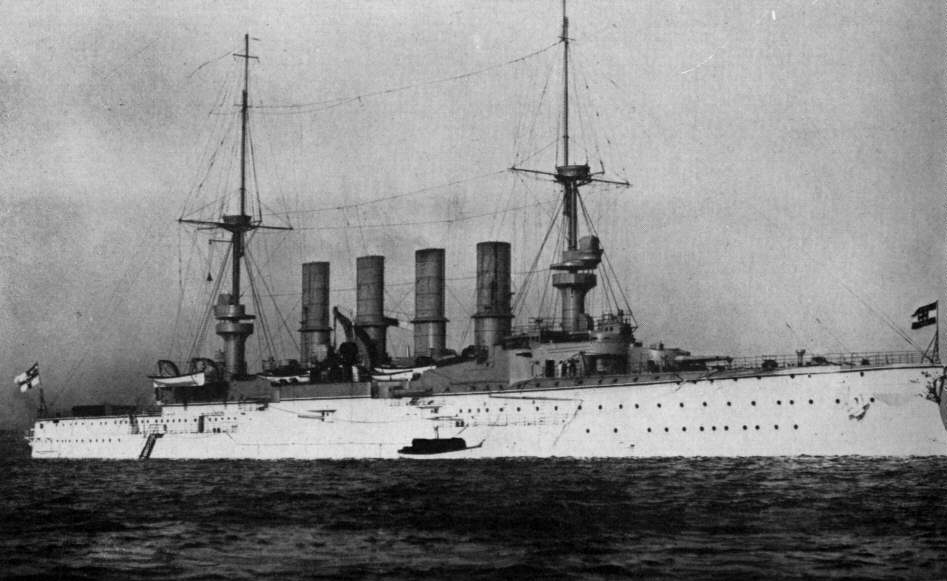
「シャルンホルスト」
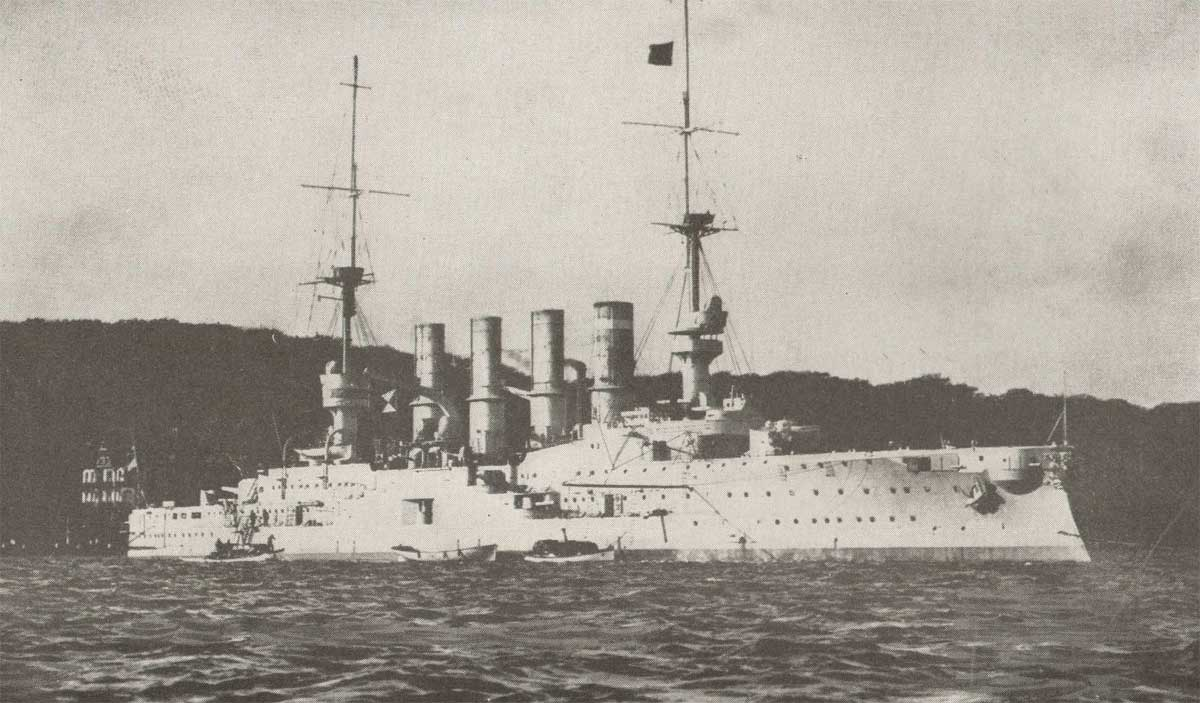
「グナイゼナウ」
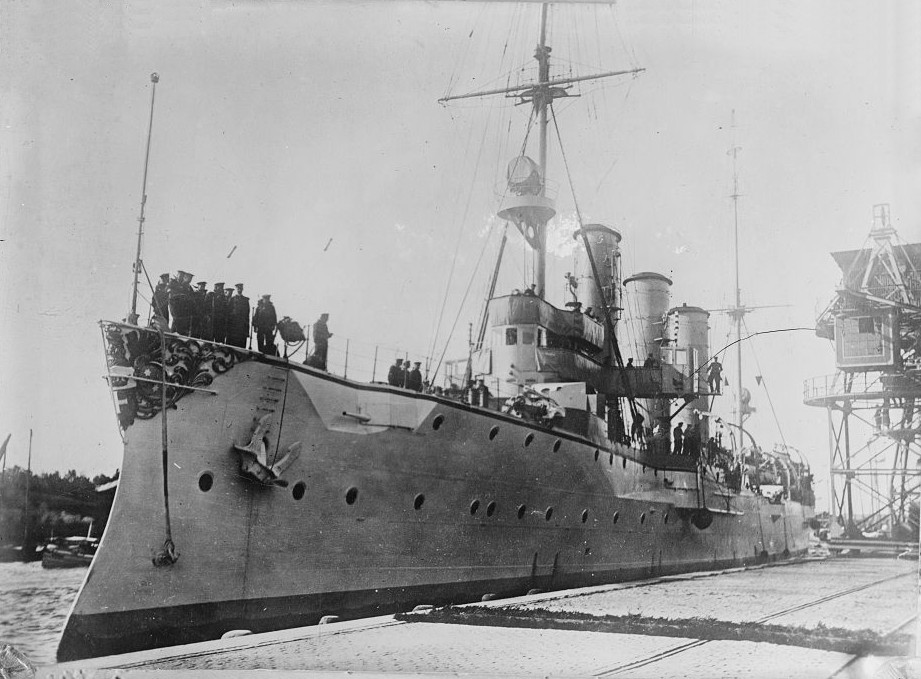
「ニュルンベルク」

シュペーは、イースター島で艦隊の他の艦と合流する前にフランス領タヒチ島のパペーテを襲撃することを決めた。そこには5,000トン以上の高品質の石炭が倉庫に蓄えられており、同時に食料や水の補給も行えるため、シュペーは艦隊への補給用にそれを手に入れようとした。シュペーは港内の連合国船舶攻撃も考えており、また襲撃は士気高揚に役立つとも思っていた。シュペーはパペーテに向かう前にスワロー環礁で洋上で給炭を行おうとしたが、悪天候のためそれは行えなかった。そこで、シャルンホルストとグナイゼナウはボラボラ島で補給を試み、一方でニュルンベルクとティターニアは艦隊の石炭船を守るためヌクヒバ島へ派遣された。ドイツ艦隊はフランスの旗を掲げフランス船に偽装していた。そして、フランス語と英語を話せる乗員のみが現地のフランス人との接触を許されていた。ニュルンベルクとティターニアがファニング島を襲撃した際に得た通貨を使って、シュペーはどうにか食料を補給できた。シュペーはまたこの地域のフランス軍の戦力や、パペーテにある石炭の山の正確な大きさや位置についても知ることが出来た 。

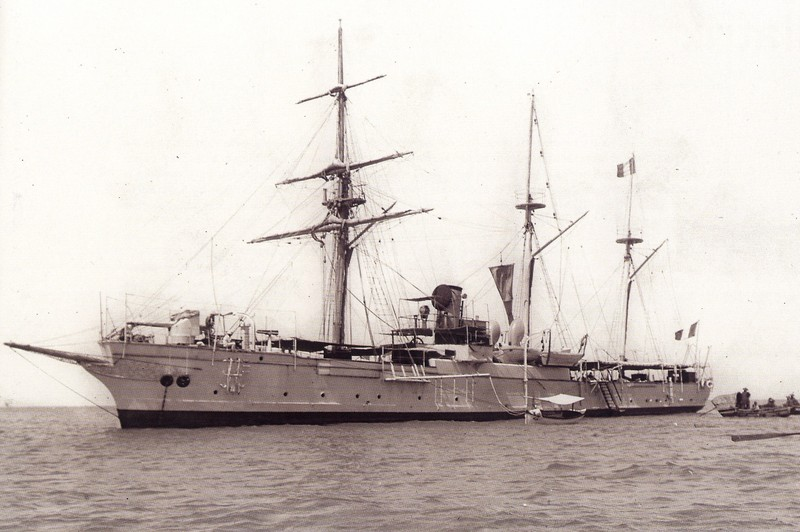
フランス海軍の砲艦ゼレー

パペーテの防備は強固なものではなかったが、ドイツ艦隊がタヒチを攻撃するだろうということや、サモア沖でドイツ艦隊が目撃されたことは知らされていた。パペーテはオセアニアのフランス領の首都であったが、1914年ごろには発展の遅れた場所となっており、無線施設はなく守備隊も植民地兵25人と国家憲兵20人に過ぎなかった。町の防備を強化するために、パペーテで最も上位の士官であった、旧式で木造の砲艦ゼレーの艦長マキシム・デストラモー（Maxime Destremau）大尉は、ゼレーの100mm砲とすべての65mm砲および37mm砲を陸揚げしパペーテの時代遅れな砲台の代わりとするよう命じた。何台かのトラックが即席の装甲車に改造されゼレーの37mm砲が載せられた他、160人の水兵や海兵隊員がドイツ軍の上陸に備えて訓練された。ゼレーの武装は艦首の100mm砲のみとなり、副長以下10名が残った。他に、パペーテには戦争開始時にゼレーに拿捕された非武装のドイツ貨物船ヴァルキューレがあった。準備にもかかわらず、デストラモーが指揮するパペーテのフランス軍はドイツの装甲巡洋艦とは勝負にならなかった。ドイツ東洋艦隊は火力でゼレーを圧倒でき、また装甲巡洋艦2隻の乗員1,500人はフランスの守備隊を撃破出来るだけの上陸部隊を編成するのに十分な数であった。

## 戦闘

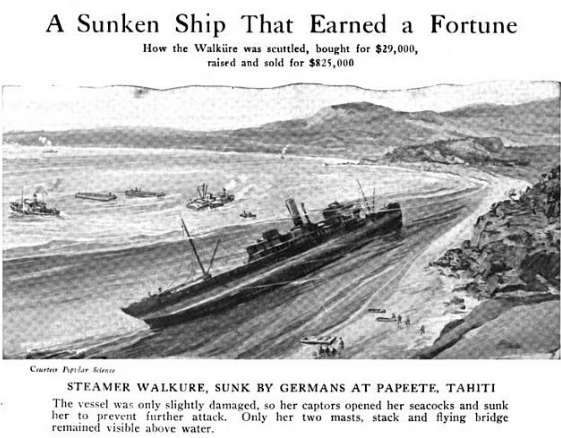
沈められたドイツ商船「ヴァルキューレ」

1914年9月22日7時、2隻の国籍不明の巡洋艦がパペーテの港に接近してくるのをフランス側が認めた。警報が鳴らされ、港の標識は破壊された。そして、接近する巡洋艦は正体を明らかにせよという合図として砲台から3度警告射撃が行われた。巡洋艦は発砲しドイツの旗を掲揚して、降伏するよう信号を送った。フランス側がそれを拒否したため、ドイツの巡洋艦は距離6,000mで砲台や町に対して砲撃を開始した。フランスの砲台や砲艦も反撃したが、命中弾は得られなかった。フランスの砲台の正確な位置特定が困難であったため、ドイツ軍は目標を港内の艦船へと変更した。
フランス側の指揮官デストラモーは戦闘開始時に石炭の山を燃やすよう命じており、煙が町を覆うようになった。ゼレーとヴァルキューレはドイツ側から視認され砲撃を受けた。フランス軍は戦闘が始まると船を自沈させようとしたが、シャルンホルストとグナイゼナウが砲撃を始めたときはまだ浮いており、2隻の砲撃で沈められた。この頃にはパペーテの住人はほとんどが町から内陸部へと逃げ出し、砲撃で火災が発生してパペーテの2区画が燃えた 。石炭は燃やされたうえ、港内には機雷が敷設されているおそれがあったためシュペーにとって上陸を行うだけの理由はなかった。したがって、11時にドイツ軍は撤収した。パペーテを去った後、2隻の巡洋艦はヌムヒバ島で待つニュルンベルクやティターニア、石炭船との合流に向かった。

## 結果

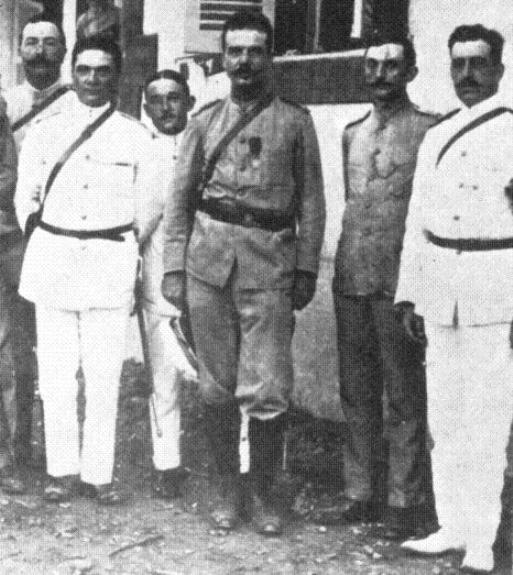
1914年パペーテで撮影されたマキシム・デストラモー（中央）と部下たち。

ドイツ軍が撤収するまでに、町の大部分は破壊された。火災が消火されるまでにパペーテの2区画が燃え尽きた。コプラの店や市場、そしてそのほかの幾つかの建物や住居が砲撃や火災で破壊された。戦闘が始まるとすぐに住民の大半は島の内陸部へと逃げたが、日本人一人とポリネシア人の少年一人が砲撃で死亡した。港内で2隻の艦船が沈められたが、両陣営とも軍人に死傷者はなく、ドイツの巡洋艦2隻も無傷であった。砲撃による損害は200万フランス・フラン以上であったと1915年に見積もられ、その一部は島のドイツ資産を接収することで埋め合わされた。資産の接収に加え、現地のドイツ人が何人か抑留され砲撃による被害を回復させられた。およらくこの砲撃による最も長く続いた影響はこの地域におけるコプラ価格の大暴落であり、それはコプラの大半を購入していたドイツ商人が抑留されたためである。ドイツ軍による2度目の砲撃は始まりそうだとのうわさが広がったことにより、砲撃から18日後に島中で大混乱が起こった。
撤収後、シャルンホルストとグナイゼナウはニュルンベルクやティターニアとヌクヒバ島で合流し、そこで補給後に艦隊の残りと合流するためイースター島へ向かった。ドイツ東洋艦隊はパペーテでフランス軍艦を沈め町に大損害を与えはしたが、戦略的物資である石炭を手に入れて補給するという重要目的は達せられなかった。また、この攻撃でイギリスの海軍本部はシュペー艦隊の位置を知り、そしてクリストファー・クラドック提督にシュペーの意図が伝えられたことでコロネル沖海戦が発生することになった。他の影響として、2隻のドイツ装甲巡洋艦の弾薬が減少したことがある。2隻がパペーテで発射した数百発の砲弾は補充が利かないものであった。パペーテでの戦闘で弾薬を消耗したことは、フォークランド沖海戦でドイツ東洋艦隊がイギリス巡洋戦艦に敗れる一因となった。誤った情報を伝えられた上官により、デストラモーはパペーテ防衛の際の行動やゼレーの喪失について激しく非難された。デストラモーはトゥーロンに呼び戻され、軍法会議にかけられることになったが、その前に1915年に病気で死去した。1918年にデストラモーの行動がようやく理解され、名誉が回復された事によりレジオンドヌール勲章が贈られた。

## 関連文献
- Gasse, Michel (2009) (French). Tahiti 1914 – Le vent de guerre. Lardy, France: A la frontière (maison d'édition). pp. 352. ISBN 978-2-918665-00-7

座標: 南緯17度32分 西経149度34分 / 南緯17.533度 西経149.567度